# Szarvas hokkó
A szarvas hokkó (Pauxi unicornis) a madarak osztályának tyúkalakúak (Galliformes) rendjébe és a hokkófélék (Cracidae) családjába tartozó faj.

## Rendszerezése
A fajt James Bond és Rodolphe Meyer de Schauensee írták le 1939-ben. Sorolták a Crax nembe Crax unicornis néven is.

## Alfajai
- Pauxi unicornis koepckeae Weske & Terborgh, 1971
- Pauxi unicornis unicornis Bond & Meyer de Schauensee, 1939[2]

## Előfordulása
Bolívia középső részén honos. Természetes élőhelyei a szubtrópusi és trópusi síkvidéki és hegyi esőerdők.

## Megjelenése
Testhossza 95 centiméter. Tollazata fekete, kivéve hasát, ami fehér. Lába és csőre élénkvörös, valamint halvány kék sisakot visel.

## Természetvédelmi helyzete
Az elterjedési területe kicsi, egyedszáma 1000-4999 példány közötti és csökken. A Természetvédelmi Világszövetség Vörös listáján súlyosan veszélyeztetett fajként szerepel.